# William S. Taylor
William Sylvester Taylor (10 de outubro de 1853 - 2 de agosto de 1928) foi um político dos Estados Unidos e o 33º governador do Kentucky. Inicialmente, ele foi declarado vencedor da disputada eleição para governador de 1899, mas a Assembleia Geral de Kentucky reverteu os resultados das eleições, dando a vitória ao seu adversário, William Goebel. Taylor atuou apenas 50 dias como governador.
Mesmo tendo sido educado modestamente, tornou-se advogado e político astuto, Taylor começou a obter projeção política mantendo escritórios locais no Condado de Butler de onde era nativo. Embora ele fosse um republicano em um Estado majoritariamente democrático, divisões no partido predominante resultaram na sua eleição como procurador-geral de Kentucky em uma chapa com o primeiro governador republicano da República, o William O'Connell Bradley. Quatro anos mais tarde, ele sucedeu Bradley na câmara do estado.
Quando a Assembleia Geral reverteu os resultados das eleições, republicanos indignados armaram-se e dirigiram-se para Frankfort e o democrata oponente de Taylor, William Goebel, foi assassinado. No entanto, Goebel foi empossado em seu leito de morte, então Taylor esgotou suas finanças em uma batalha jurídica contra o companheiro de chapa de Goebel, o democrata J. C. W. Beckham, pela disputa do governo. Taylor ao final perdeu a batalha e foi envolvido no assassinato de Goebel. Ele fugiu para a vizinha Indiana e apesar de ser inocentado de qualquer delito, raramente voltou para Kentucky. Taylor morreu em Indianápolis, Indiana, em 1928.

## Início da vida
William Taylor nasceu em 10 de outubro de 1853, em uma modesta residência no Green River, cerca de cinco quilômetros de Morgantown no Kentucky. Ele foi o primeiro filho de Sylvester e Mary G. (Moore) Taylor. Ele passou seus primeiros anos trabalhando na fazenda da família e não frequentou escola até os quinze anos, posteriormente, frequentou escolas públicas do Condado de Butler e estudou em casa. Em 1874 começou a lecionar, especializando-se em matemática, história e política. Ele lecionou até 1882 e mais tarde tornou-se um advogado bem sucedido, mas continuou administrando uma fazenda.
Em 10 de fevereiro de 1878, Taylor casou-se com Sara ("Sallie") Belle Tanner. O casal teve nove filhos, sendo que seis filhas e um filho sobreviveram à infância.

## Carreira política
A carreira política de Taylor começou em 1878 com uma tentativa mal sucedida para se tornar secretário do Condado de Butler. Em 1880 ele foi um eleitor presidencial assistente para o candidato James Weaver do partido Greenback. Dois anos mais tarde, ele foi eleito para secretário do Condado de Butler. Ele foi a primeira pessoa na história do Condado que desafiou com sucesso um democrata para esta posição.
Taylor tornou-se um membro do partido republicano em 1884. Em 1886 ele foi escolhido para representar o 3º distrito no comitê central republicano do estado. Nesse mesmo ano o partido apresentou uma nominata completa de candidatos para os cargos no Condado, Taylor candidatou-se para juiz do Condado. Nas eleições que se seguiram, a nominata republicana completa foi eleita. Taylor foi um delegado para a Convenção Nacional Republicana em 1888. Ele foi reeleito como juiz do condado em 1890.
Em 1895 Taylor foi eleito procurador-geral de Kentucky e atuou até 1899. Durante o seu mandato o senador do estado William Goebel propôs uma lei eleitoral que criou uma Junta Estadual de Eleições que foi autorizada a designar todas as eleições oficiais em cada condado, bem como certificar todos os resultados das eleições. O conselho foi nomeado pela assembleia geral e não havia nenhuma exigência de que a sua composição fosse multipartidária. A lei foi vista pela maioria como um jogo de poder de Goebel, projetado para garantir vitórias democráticas nas eleições do Estado, incluindo o próprio Goebel que antecipava-se na disputa pelo governo do estado. A lei foi aprovada na assembleia geral, mas foi vetada pelo governador republicano Bradley. A assembléia geral imediatamente derrubou o veto. Como procurador-geral, Taylor opinou que o projeto de lei era inconstitucional. A medida foi julgada no Tribunal de Apelações de Kentucky que declarou ser constitucional.

### Eleição para governador de 1899
A eleição de Bradley em 1895 tinha marcado a primeira vez na história de Kentucky que a Commonwealth tinha eleito um governador republicano. Descontentes, os democratas, que tinham controlado o governo desde a queda do partido Whig, procuraram recuperar o que haviam perdido, mas amargas divisões no partido levaram a uma convenção de nomeação controversa que escolheu William Goebel como o candidato democrata. Uma facção do partido democrata realizou uma segunda convenção de nomeação e escolheu o ex-governador Brown como seu candidato.
Os republicanos estavam inicialmente divididos tal qual os democratas. O senador William J. Deboe apoiou Taylor para governador. O governador Bradley apoiou o juiz Clifton J. Pratt do Condado de Hopkins, enquanto que os republicanos do Kentucky Central apoiaram o auditor de estado Sam H. Stone. Taylor organizou uma máquina política forte e parecia estar em uma posição sólida para obter a nomeação. Bradley ficou descontente que o partido não iria unir forças ao seu candidato e boicotou a Convenção. Taylor tentou, sem sucesso, conquistá-lo de volta com a promessa de fazer o seu sobrinho, Edwin P. Morrow, Secretário de estado. Uma vez que Taylor representava a parte ocidental do Estado, o segmento chamado "lily white" do partido republicano, líderes negros ameaçaram também não apoiá-lo. Taylor como resposta fez um dos líderes negros seu secretário permanente e prometeu nomear outros líderes negros para cargos se ele vencesse a eleição. Vendo que a nomeação de Taylor era provável, todos os outros candidatos se retiraram e Taylor venceu a nomeação por unanimidade.
Durante a campanha, os adversários de Taylor atacavam-no por causa do apoio ao seu partido por eleitores negros e seus laços com grandes empresas, incluindo a Louisville e Nashville Railroad. Eles também cobravam que o governador Bradley exerceu uma administração corrupta. Os republicanos responderam com acusação de partidarismo e utilização das máquinas políticas pelos democratas. Em particular, eles ridicularizaram a lei eleitoral de Goebel, que Taylor alegou subverter a vontade do povo.
Ex-confederados eram geralmente um bloco de votação seguro para os democratas, mas muitas deles abandonaram Goebel, porque ele tinha morto, em 1895, o antigo general confederado John Sanford em um duelo. Por outro lado, os negros eram historicamente um bloco seguro para os republicanos, mas Taylor havia esquecido muito deles ao não ter feito forte oposição contra a lei dos vagões separados que segregava brancos e negros nas ferrovias.
Goebel também corria o risco de perder o apoio de candidatos de partidos menores. Além de John Y. Brown, candidato dos democratas dissidentes, o partido populista também indicou um candidato, retirando votos populistas da base de Goebel. Para unir sua tradicional base, Goebel convenceu William Jennings Bryan, um herói para a maioria dos populistas e dos Democratas, para fazer campanha para ele. Assim que Bryan terminou sua turnê no Estado, o governador Bradley inverteu o apoio e começou a falar em favor de Taylor. Enquanto ele insistia que eram seus motivos eram defender a sua administração, jornalista Henry Watterson acreditava que Taylor havia prometido apoio para a candidatura ao senado de Bradley, caso fosse eleito governador.

### Governador e últimos dias
Nas eleições gerais, Taylor garantiu apenas 2.383 mais votos do que Goebel. A assembleia geral controlada por democratas questionou os resultados das eleições. Devido à lei eleitoral Goebel, foi formada uma junta de três pessoas para certificar o vencedor da eleição. Dois dos membros da junta fizeram campanha abertamente para Goebel e todos os três eram compromissados com ele, mas em uma decisão surpreendente, o Conselho votou de 2 para 1 certificando Taylor como o vencedor. A junta alegou que a lei eleitoral Goebel não lhes dava o poder para investigar fraudes de votos ou chamar testemunhas, embora a formulação da sua decisão implicitou que eles iriam invalidar votos de Taylor se eles tivessem sido habilitados a fazê-lo. Taylor foi empossado dia 12 de dezembro de 1899. Dias depois a assembleia geral foi convocada em Frankfort, neste momento eles reivindicaram o poder de decidir eleições disputadas e formaram uma Comissão partidária (dez Democratas e um republicano) para examinar os resultados das eleições.
Temendo que os democratas na Assembleia iriam "roubar" a eleição, homens armados vieram para Frankfort de várias áreas do Estado, principalmente do Kentucky Oriental, que foi fortemente republicano. Em 30 de Janeiro, Goebel foi baleado durante a chegada ao Capitólio do estado. A confusão levou Taylor declarar "estado de emergência", chamando a milícia e chamando uma sessão especial do legislativo, não na capital do Estado, mas na fortemente republicana London, Kentucky. Democratas se recusaram a atender a chamada e reuniram-se em Louisville predominantemente democrata. Lá eles certificaram o relatório da junta eleitoral que desclassificou votos de Taylor suficientes para Goebel ser declarado o vencedor da eleição. Logo após ser empossado como governador, Goebel morreu do ferimento do tiro levado dias antes.
Com Goebel, a figura mais controversa na eleição, morto, democratas e republicanos reuniram-se em conjunto e elaboraram uma proposta para trazer a paz. Nos termos da proposta, Taylor e seu vice-governador, John Marshall, seriam demitidos de seus cargos e concedidas imunidade da acusação nos acontecimentos que rodearam a eleição e assassinato de Goebel. Que a lei eleitoral Goebel iria ser revogada, bem como a milícia seria dispersa de Frankfort. Líderes proeminentes em ambos os lados assinaram o acordo, mas em 10 de fevereiro de 1900, Taylor anunciou que ele não faria acordo. O legislativo reuniu-se em 19 de fevereiro de 1900 e decidiu colocar a eleição nas mãos dos tribunais.
Em 10 de março de 1900, o Tribunal Geral do Condado de Jefferson confirmou o acerto das ações na Assembléia geral que fez de Goebel o governador. Da decisão houve recurso para a corte de apelações de Kentucky, em seguida, para o Tribunal de última instância em Kentucky. Em 6 de abril de 1900, a corte de Apelações decidiu por 6 a 1 que Taylor tinha sido destituído legalmente. Taylor apelou para o Supremo Tribunal dos Estados Unidos, então em 21 de maio de 1900, o Tribunal recusou-se a ouvir o caso. Apenas o Kentuckianiano John Marshall Harlan discordou de tal recusa. Com opções legais de Taylor esgotadas, o vice-governador de Goebel, J. C. W. Beckham, ascendeu ao governo. Durante seu curto mandato como governador, Taylor pouco tinha feito além de alguns compromissos e emissão de alguns indultos.
Taylor foi denunciado como coautor no assassinato do Goebel. Ele fugiu para Indianápolis, onde o governador se recusou a extraditá-lo. Pelo menos uma tentativa de sequestrá-lo pela força falhou em 1901. Apesar de ser perdoado em 1909 pelo governador republicano Augustus E. Willson, ele raramente voltou para Kentucky.
Financeiramente diminuído pelos custos das contendas eleitorais e judiciais, Taylor tornou-se um vendedor de seguros e exercia a advocacia. Pouco depois de chegar em Indiana sua esposa morreu. Em 1912 ele voltou para casar com Nora A. Myers no Kentucky. O casal retornou para Indianápolis e tiveram um filho juntos. Taylor morreu de doença cardíaca em 2 de agosto de 1928 e foi enterrada no Crown Hill Cemetery, em Indianápolis.

## Antepassados
|  |                             |  |  |  |  |  |  |  |  |  |  |  |  |  |  |  |
|  | 16. Robert Taylor           |  |  |  |  |  |  |  |  |  |  |  |  |  |  |  |
|  |                             |  |  |  |  |  |  |  |  |  |  |  |  |  |  |  |
|  |                             |  |  |  |  |  |  |  |  |  |  |  |  |  |  |  |
|  | 8. Moses Taylor, Sr.        |  |  |  |  |  |  |  |  |  |  |  |  |  |  |  |
|  |                             |  |  |  |  |  |  |  |  |  |  |  |  |  |  |  |
|  |                             |  |  |  |  |  |  |  |  |  |  |  |  |  |  |  |
|  | 17. Catherine ---           |  |  |  |  |  |  |  |  |  |  |  |  |  |  |  |
|  |                             |  |  |  |  |  |  |  |  |  |  |  |  |  |  |  |
|  |                             |  |  |  |  |  |  |  |  |  |  |  |  |  |  |  |
|  | 4. James Taylor             |  |  |  |  |  |  |  |  |  |  |  |  |  |  |  |
|  |                             |  |  |  |  |  |  |  |  |  |  |  |  |  |  |  |
|  |                             |  |  |  |  |  |  |  |  |  |  |  |  |  |  |  |
|  | 18. Peter P. Prevatte       |  |  |  |  |  |  |  |  |  |  |  |  |  |  |  |
|  |                             |  |  |  |  |  |  |  |  |  |  |  |  |  |  |  |
|  |                             |  |  |  |  |  |  |  |  |  |  |  |  |  |  |  |
|  | 9. Elizabeth Prevatte       |  |  |  |  |  |  |  |  |  |  |  |  |  |  |  |
|  |                             |  |  |  |  |  |  |  |  |  |  |  |  |  |  |  |
|  |                             |  |  |  |  |  |  |  |  |  |  |  |  |  |  |  |
|  | 19. Elizabeth Presal        |  |  |  |  |  |  |  |  |  |  |  |  |  |  |  |
|  |                             |  |  |  |  |  |  |  |  |  |  |  |  |  |  |  |
|  |                             |  |  |  |  |  |  |  |  |  |  |  |  |  |  |  |
|  | 2. Sylvester Taylor         |  |  |  |  |  |  |  |  |  |  |  |  |  |  |  |
|  |                             |  |  |  |  |  |  |  |  |  |  |  |  |  |  |  |
|  |                             |  |  |  |  |  |  |  |  |  |  |  |  |  |  |  |
|  | 20.                         |  |  |  |  |  |  |  |  |  |  |  |  |  |  |  |
|  |                             |  |  |  |  |  |  |  |  |  |  |  |  |  |  |  |
|  |                             |  |  |  |  |  |  |  |  |  |  |  |  |  |  |  |
|  | 10. George Marshall         |  |  |  |  |  |  |  |  |  |  |  |  |  |  |  |
|  |                             |  |  |  |  |  |  |  |  |  |  |  |  |  |  |  |
|  |                             |  |  |  |  |  |  |  |  |  |  |  |  |  |  |  |
|  | 21.                         |  |  |  |  |  |  |  |  |  |  |  |  |  |  |  |
|  |                             |  |  |  |  |  |  |  |  |  |  |  |  |  |  |  |
|  |                             |  |  |  |  |  |  |  |  |  |  |  |  |  |  |  |
|  | 5. Chloe Marshall           |  |  |  |  |  |  |  |  |  |  |  |  |  |  |  |
|  |                             |  |  |  |  |  |  |  |  |  |  |  |  |  |  |  |
|  |                             |  |  |  |  |  |  |  |  |  |  |  |  |  |  |  |
|  | 22.                         |  |  |  |  |  |  |  |  |  |  |  |  |  |  |  |
|  |                             |  |  |  |  |  |  |  |  |  |  |  |  |  |  |  |
|  |                             |  |  |  |  |  |  |  |  |  |  |  |  |  |  |  |
|  | 11. --- Taylor              |  |  |  |  |  |  |  |  |  |  |  |  |  |  |  |
|  |                             |  |  |  |  |  |  |  |  |  |  |  |  |  |  |  |
|  |                             |  |  |  |  |  |  |  |  |  |  |  |  |  |  |  |
|  | 23.                         |  |  |  |  |  |  |  |  |  |  |  |  |  |  |  |
|  |                             |  |  |  |  |  |  |  |  |  |  |  |  |  |  |  |
|  |                             |  |  |  |  |  |  |  |  |  |  |  |  |  |  |  |
|  | 1. William Sylvester Taylor |  |  |  |  |  |  |  |  |  |  |  |  |  |  |  |
|  |                             |  |  |  |  |  |  |  |  |  |  |  |  |  |  |  |
|  |                             |  |  |  |  |  |  |  |  |  |  |  |  |  |  |  |
|  | 24. John Moore              |  |  |  |  |  |  |  |  |  |  |  |  |  |  |  |
|  |                             |  |  |  |  |  |  |  |  |  |  |  |  |  |  |  |
|  |                             |  |  |  |  |  |  |  |  |  |  |  |  |  |  |  |
|  | 12. William James Moore     |  |  |  |  |  |  |  |  |  |  |  |  |  |  |  |
|  |                             |  |  |  |  |  |  |  |  |  |  |  |  |  |  |  |
|  |                             |  |  |  |  |  |  |  |  |  |  |  |  |  |  |  |
|  | 25. Barbara McKinney        |  |  |  |  |  |  |  |  |  |  |  |  |  |  |  |
|  |                             |  |  |  |  |  |  |  |  |  |  |  |  |  |  |  |
|  |                             |  |  |  |  |  |  |  |  |  |  |  |  |  |  |  |
|  | 6. Jesse Robert Moore       |  |  |  |  |  |  |  |  |  |  |  |  |  |  |  |
|  |                             |  |  |  |  |  |  |  |  |  |  |  |  |  |  |  |
|  |                             |  |  |  |  |  |  |  |  |  |  |  |  |  |  |  |
|  | 26. James Thomas Asbury     |  |  |  |  |  |  |  |  |  |  |  |  |  |  |  |
|  |                             |  |  |  |  |  |  |  |  |  |  |  |  |  |  |  |
|  |                             |  |  |  |  |  |  |  |  |  |  |  |  |  |  |  |
|  | 13. Nancy Asbury            |  |  |  |  |  |  |  |  |  |  |  |  |  |  |  |
|  |                             |  |  |  |  |  |  |  |  |  |  |  |  |  |  |  |
|  |                             |  |  |  |  |  |  |  |  |  |  |  |  |  |  |  |
|  | 27. Martha Jennings         |  |  |  |  |  |  |  |  |  |  |  |  |  |  |  |
|  |                             |  |  |  |  |  |  |  |  |  |  |  |  |  |  |  |
|  |                             |  |  |  |  |  |  |  |  |  |  |  |  |  |  |  |
|  | 3. Mary Ganaway Moore       |  |  |  |  |  |  |  |  |  |  |  |  |  |  |  |
|  |                             |  |  |  |  |  |  |  |  |  |  |  |  |  |  |  |
|  |                             |  |  |  |  |  |  |  |  |  |  |  |  |  |  |  |
|  | 28. Reese Watkins, Sr.      |  |  |  |  |  |  |  |  |  |  |  |  |  |  |  |
|  |                             |  |  |  |  |  |  |  |  |  |  |  |  |  |  |  |
|  |                             |  |  |  |  |  |  |  |  |  |  |  |  |  |  |  |
|  | 14. Moses Watkins           |  |  |  |  |  |  |  |  |  |  |  |  |  |  |  |
|  |                             |  |  |  |  |  |  |  |  |  |  |  |  |  |  |  |
|  |                             |  |  |  |  |  |  |  |  |  |  |  |  |  |  |  |
|  | 29. Sarah Barber            |  |  |  |  |  |  |  |  |  |  |  |  |  |  |  |
|  |                             |  |  |  |  |  |  |  |  |  |  |  |  |  |  |  |
|  |                             |  |  |  |  |  |  |  |  |  |  |  |  |  |  |  |
|  | 7. Mary Watkins             |  |  |  |  |  |  |  |  |  |  |  |  |  |  |  |
|  |                             |  |  |  |  |  |  |  |  |  |  |  |  |  |  |  |
|  |                             |  |  |  |  |  |  |  |  |  |  |  |  |  |  |  |
|  | 30. Charles Campbell        |  |  |  |  |  |  |  |  |  |  |  |  |  |  |  |
|  |                             |  |  |  |  |  |  |  |  |  |  |  |  |  |  |  |
|  |                             |  |  |  |  |  |  |  |  |  |  |  |  |  |  |  |
|  | 15. Keziah Campbell         |  |  |  |  |  |  |  |  |  |  |  |  |  |  |  |
|  |                             |  |  |  |  |  |  |  |  |  |  |  |  |  |  |  |
|  |                             |  |  |  |  |  |  |  |  |  |  |  |  |  |  |  |
|  | 31. Elizabeth Belindess     |  |  |  |  |  |  |  |  |  |  |  |  |  |  |  |
|  |                             |  |  |  |  |  |  |  |  |  |  |  |  |  |  |  |
|  |                             |  |  |  |  |  |  |  |  |  |  |  |  |  |  |  |

## Fonte da tradução
- Este artigo foi inicialmente traduzido, total ou parcialmente, do artigo da Wikipédia em inglês cujo título é «William S. Taylor».